# Amgala
Amgala (arabiska: امكالة) är en ort i den av Marocko kontrollerade delen av det omstridda området Västsahara.
Enligt Marockos administrativa indelning tillhör orten en landskommun med samma namn i provinsen Smara. Denna kommun hade 2 945 invånare enligt Marockos folkräkning 2014.